# Haliplus deceptus
Haliplus deceptus is een keversoort uit de familie watertreders (Haliplidae). De wetenschappelijke naam van de soort is voor het eerst geldig gepubliceerd in 1912 door Matheson.